# Єгорлицька ГЕС-2
Єгорлицька ГЕС-2  — ГЕС на річці Великий Єгорлик, поблизу селища Лівоєгорлицький Ізобільненського району Ставропольського краю. Розпочато будівництво у 1994 році, пущена в кінці 2010 року. Крім вироблення електроенергії, має функцію запобігання розмиву річища річки Єгорлик і замулювання Новотроїцького водосховища. Входить до складу групи Сенгілеївські ГЕС каскаду Кубанських ГЕС.
ГЕС побудована за пригреблевою схемою (прибудована до раніше побудованої греблі буферного водосховища Єгорлицької ГЕС), працює на стоці річки Єгорлик, зарегульований існуючим Єгорлицьким водосховищем.
Склад споруд ГЕС:
- земляна гребля буферного водосховища Єгорлицької ГЕС;
- консольний водоскид;
- щілинний водоскид;
- підвідний канал;
- водоприймач;
- чотири напірних трубопроводи;
- будівля ГЕС;
- переливна дамба;
- відвідний канал;
- ВРП 110 кВ.

Потужність ГЕС — 14,2 МВт, середньорічне вироблення 55,1 млн кВт·год (згідно з російським законодавством, вважається малою ГЕС). У будівлі ГЕС встановлено 4 гідроагрегати з радіально-осьовими турбінами РВ 45/830-В-190 із діаметром робочого колеса 1,9 м, працюючими на максимальному напорі 17,35 м і гідрогенераторами СВ 328/79-32УХЛ4 потужністю по 3,55 МВт. Виробник турбін — харківське підприємство «Турбоатом», генераторів — підприємство «Привід», м. Лисьва. Гребля ГЕС утворює невелике водосховище повним обсягом 1,92 млн м³ (відмітка НПУ — 192,5 м, УМО — 191 м). Єгорлицька ГЕС-2 спроєктована інститутом «Мособлгідропроект». Власник станції — ВАТ «РусГідро», організаційно входить до складу її філії «Каскад Кубанських ГЕС».
Будівництво ГЕС велося з 1994 року досить повільними темпами. На етапі проєктування і початкової фази будівництва розглядався варіант споруди ГЕС з дещо іншими параметрами: потужність ГЕС — 10,6 МВт, середньорічне вироблення — 40,8 млн кВт·год; в будівлі ГЕС повинно бути встановлено 2 радіально-осьових гідроагрегати, що працюють при розрахунковому напорі 17 м: 1 потужністю 3,6 МВт і 1 потужністю 7 МВт.
З 2006 року роботи по спорудженню ГЕС були активізовані. У 2007 році на добудову ГЕС виділено 268 млн руб. У листопаді того ж року були замовлені гідрогенератори станції. У 2008 році планувалося виділення 554 млн руб., проте, у зв'язку зі зростанням витрат на будівництво і невисокою фінансової ефективності проєкту, фінансування було зменшено, а термін здачі станції відтерміновано. Фактично, у 2008 році на будівництві ГЕС було освоєно близько 140 млн руб. Були закінчені роботи по спорудженню підводного каналу, водоприймача, напірних трубопроводів, оголошено конкурси на поставку гідромеханічного та електротехнічного обладнання, 4 липня 2008 року був підписаний контракт на поставку гідротурбін. У 2009 році на фінансування будівництва було виділено 347,3 млн руб., Будівельні роботи були значно активізовані. У 2010 році, згідно з інвестиційною програмою ВАТ «РусГідро» на добудову станції було заплановано виділити 997,7 млн руб. Пуск ГЕС був здійснений в кінці грудня 2010 року, загальна вартість проєкту склала близько 2 млрд руб.

## Ресурси Інтернету
- Єгорлицька ГЕС-2 на офіційному сайті ВАТ «РусГідро». Архів оригіналу за 24.02.2012. Процитовано 31.12.2010.(рос.)
- Будівництво Єгорлицької ГЕС-2 потужністю 14,2 МВт. Архів оригіналу за 24.02.2012. Процитовано 31.12.2010.(рос.)